# Perizoma custodiata
Perizoma custodiata là một loài bướm đêm trong họ Geometridae.